# Роздільнянська міська територіальна громада

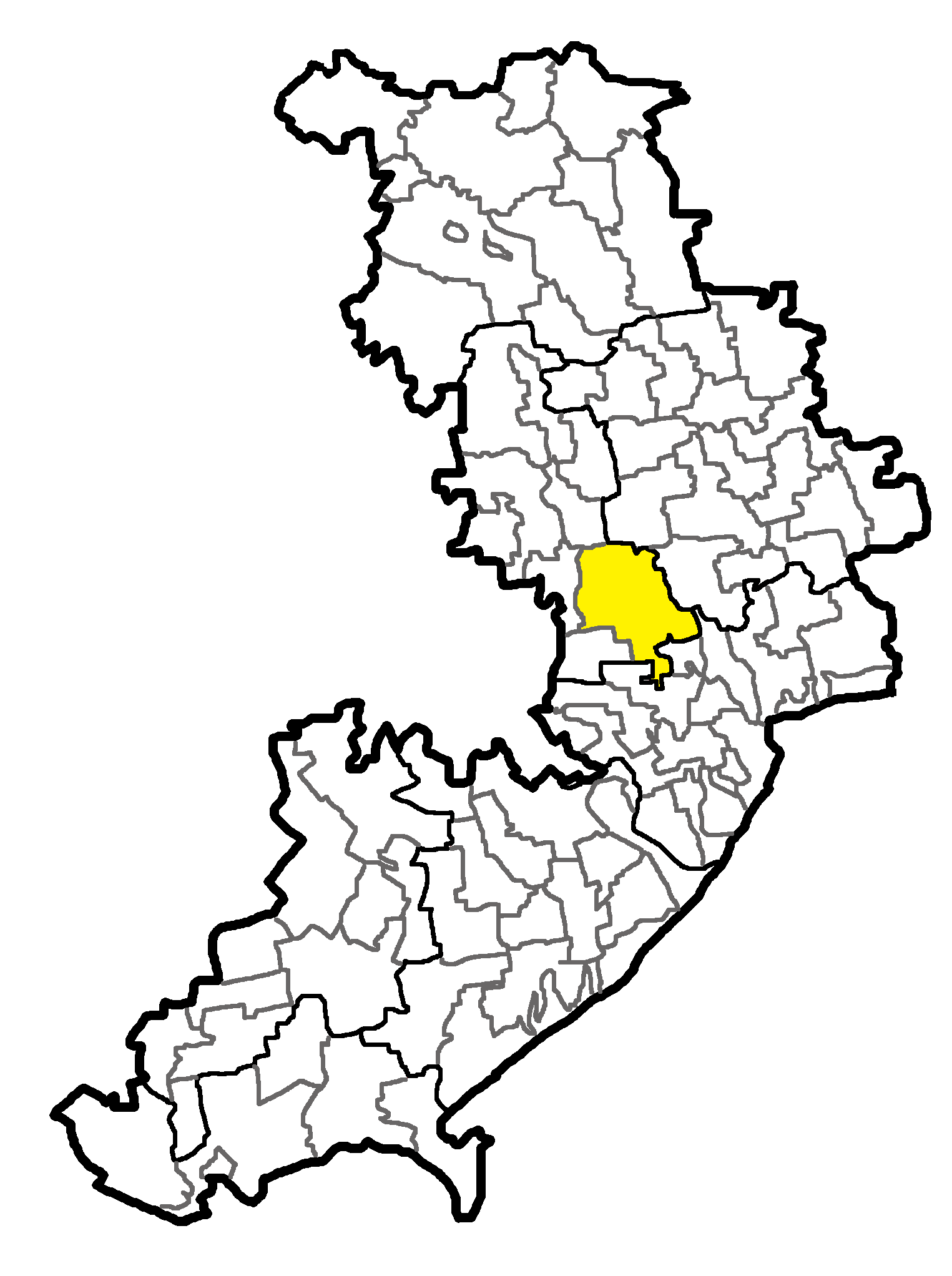
Роздільнянська громада на карті Одеської області

Роздільня́нська міська територіальна громада — територіальна громада в Одеській області України. Територія громади входить до складу Роздільнянського району. Адміністративний центр громади — місто Роздільна, що також є центром Роздільнянського району. Населення громади станом на 1 січня 2025 року складало 31863 особи. Площа — 766,4 км2, зіставна з територією таких острівних країн, як Бахрейн та Сент-Люсія.
На момент об'єднання громади до неї входило одне місто Роздільна і 50 сіл. Є найбільшою міською громадою у області за кількістю населених пунктів та найбільшою територіальною громадою за площею та кількістю населення у Роздільнянському районі. Громада є членом Асоціації органів місцевого самоврядування «Стратегія ЄС для Дунайського регіону» та Асоціації міст України.
День громади відзначається 10 грудня.

## Історія
12 червня 2020 року Кабінет Міністрів України визначив адміністративні центри й затвердив території територіальних громад Одеської області в межах адміністративно-територіальної реформи.
Перші вибори до Роздільнянської міської ради тергромади відбулися 25 жовтня 2020 року.

## Паспорт громади
| Чисельність населення станом на 2025 рік               | 31863    |
| Кількість населених пунктів                            | 51       |
| Обсяг доходів (розрахунковий), тис. гривень            | 363123,8 |
| Площа території спроможної територіальної громади, км² | 766,9    |
| ліцеїв                                                 | 14       |
| гімназій                                               | 3        |
| дошкільних навчальних закладів                         | 12       |
| закладів позашкільної освіти                           |          |
| будинків культури                                      | 15       |
| бібліотек                                              | 17       |
| закладів фізичної культури                             |          |
| фельдшерсько-акушерських пунктів                       | 7        |
| амбулаторій, поліклінік                                | 5        |
| лікарень                                               | 1        |

| Показник                                                       | Значення |
| -------------------------------------------------------------- | -------- |
| Населення                                                      | 32 101   |
| Площа                                                          | 766,372  |
| Індекс податкоспроможності                                     | 0,543    |
| Частка місцевих податків у власних доходах                     | 59,189   |
| Кількість дітей дошкільного віку                               | 2074     |
| Кількість дошкільнят, що відвідують ЗДО тергромади (20-21 нр.) | 552      |
| Кількість дітей шкільного віку (2020—2021)                     | 4182     |
| Питома вага базової дотації в загальному обсягу надходжень, %  | 15,9     |
| Частка місцевих податків                                       | 59,2     |
| Оцінка спроможності                                            | 3,6      |
| Рівень спроможності                                            | Високий  |

## Старостинські округи
До територіальної громади увійшли 1 міська та 10 сільських громад колишнього Роздільнянського району. Рішенням міської ради було створено 10 старостинських округів, які повністю ідентичні 10 ліквідованим сільським радам. Назви округів однойменні назвам адміністративних центрів, окрім Чобручанського старостинського округу (колишня Старостинська сільрада) з центром у селі Старосілля.
| Поділ територіальної громади         | Колишня рада                 | Населені пункти                                                                                             | К‑сть н.п. | Чис-сть громади, осіб | К‑сть виборців (на 31.12.2021) | Місце за нас-ням | Площа, км2 | Місце за площею | Щільність, осіб/км2 |
| ------------------------------------ | ---------------------------- | --- | ---------- | --------------------- | ------------------------------ | ---------------- | ---------- | --------------- | ------------------- |
| м. Роздільна                         | Роздільнянська міська рада   | м. Роздільна                                                                                                | 1          | 17593 (01.01.2021)    | 13561                          | 1                | 9,77       | 11              | 1800,1              |
| Виноградарський старостинський округ | Виноградарська сільська рада | Виноградар, Будячки, Вакулівка, Миколаївка, Молдованка, Новоградениця, Новодмитрівка Друга,                 | 7          | 2645 (01.01.2019)     | 1775                           | 2                | 56,75      | 8               | 46,61               |
| Чобручанський старостинський округ   | Старостинська сільська рада  | Старосілля, Бакалове, Велізарове, Надія, Новий Гребеник, Нові Чобручі, Парканці, Слобідка, Сухе, Шевченкове | 10         | 2549 (01.01.2018)     | 1874                           | 3                | 91,065     | 2               | 27,99               |
| Єреміївський старостинський округ    | Єреміївська сільська рада    | Єреміївка, Бурдівка, Богнатове, Бринівка, Веселе, Поташенкове, Шеметове,                                    | 7          | 1973 (01.01.2019)     | 1306                           | 4                | 130,43     | 1               | 15,13               |
| Кам'янський старостинський округ     | Кам'янська сільська рада     | Кам'янка, Антонівка, Володимирівка, Матишівка, Покровка                                                     | 5          | 1857 (01.01.2016)     | 1440                           | 5                | 64,478     | 6               | 28,8                |
| Буцинівський старостинський округ    | Буцинівська сільська рада    | Буцинівка, Карпівка, Кузьменка, Мільярдівка, Новодмитрівка                                                  | 5          | 1246 (01.01.2016)     | 878                            | 6                | 69,957     | 5               | 17,81               |
| Калантаївський старостинський округ  | Калантаївська сільська рада  | Калантаївка, Благодатне, Карпове, Олександрівка, Світанок                                                   | 5          | 1227 (01.01.2018)     | 859                            | 7                | 48,255     | 10              | 25,42               |
| Новоукраїнський старостинський округ | Новоукраїнська сільська рада | Новоукраїнка, Капаклієве, Петро-Євдокіївка                                                                  | 3          | 1187 (01.01.2019)     | 780                            | 8                | 80,503     | 4               | 14,74               |
| Понятівський старостинський округ    | Понятівська сільська рада    | Понятівка, Балкове                                                                                          | 2          | 1057(01.01.2017)      | 746                            | 9                | 54,529     | 9               | 19,38               |
| Кошарський старостинський округ      | Кошарська сільська рада      | Кошари, Лозове                                                                                              | 2          | 906 (01.01.2019)      | 592                            | 10               | 57,242     | 7               | 15,82               |
| Бецилівський старостинський округ    | Бецилівська сільська рада    | Бецилове, Желепове, Новоселівка, Старокостянтинівка                                                         | 4          | 719(01.01.2019)       | 538                            | 11               | 88,01      | 3               | 8,16                |

жирним шрифтом виділені центри старостинських округів.

## Населені пункти

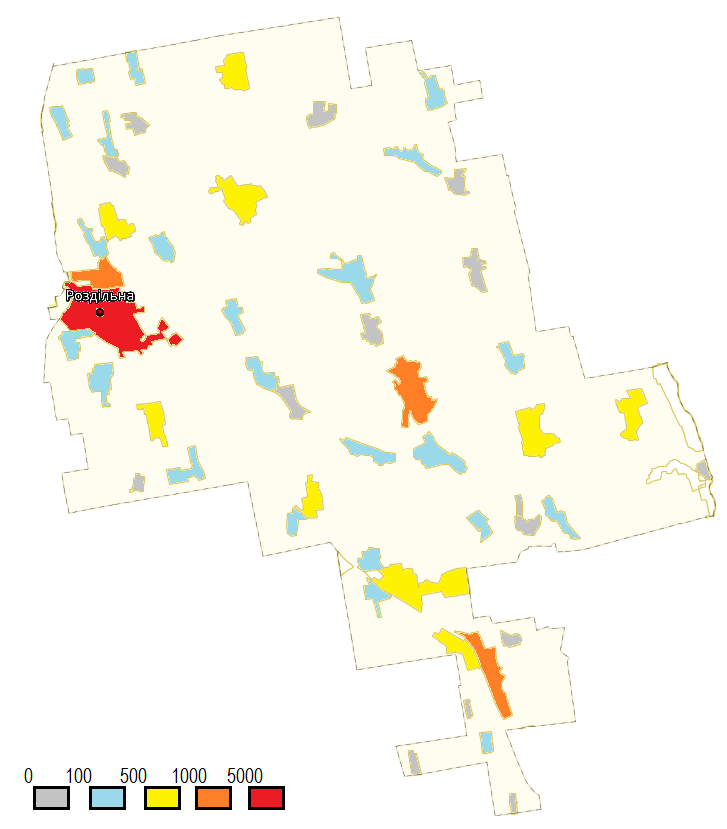
Населені пункти Роздільнянської громади за чисельністю

Громада є третьою за кількістю населених пунктів серед усіх територіальних громад Одеської області.

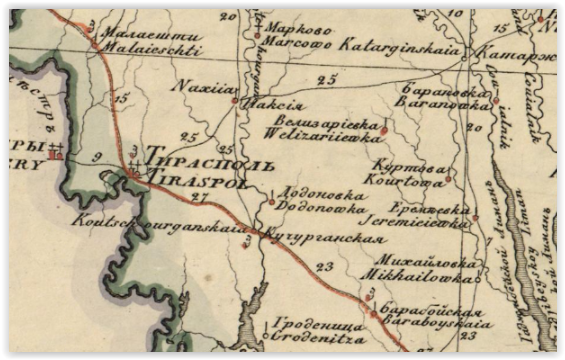
Села громади на мапі 1821 року

Найбільші населені пункти: м. Роздільна та села: Виноградар, Нові Чобручі, Новоукраїнка, Кошари, Понятівка, Бурдівка, Кам'янка.
Центром тяжіння є місто Роздільна. Села у орбіті міста у радіусі до 10 км: Нові Чобручі, Велизарове, Старосілля, Бакалове, Балкове, Петро-Євдокіївка, Понятівка, Слобідка, Новий Гребеник, Матишівка, Володимирівка, Кам'янка, Антонівка, Покровка. Сукупне населення — 23114 осіб, що складає 69,8 % від усього населення громади.
Другий значно менший центр тяжіння — село Виноградар з оточуючими селами у радіусі до 10 км: Вакулівка, Будячки, Новоградениця, Молдованка, Миколаївка, Новодмитрівка Друга, Калантаївка, Благодатне, Кузьменка, Світанок. Сукупне населення — 4145 осіб, що складає 12,5 % від усього населення громади.
15 сіл громади нараховують менше 70 осіб. Середня чисельність сіл громади — 311 осіб.

### Історія сіл та міста громади
Найстаріші населені пункти громади з'явилися ще наприкінці XVIII століття на сході та південному сході на території земель поміщиків, що отримали землі за військові заслуги у російсько-турецьких війнах. Адміністративний центр — м. Роздільна, з'явився як залізничний вузол у 1863 році при будівництві Південно-Західної залізниці. За часів Російської імперії північна та центральна частина громади входили до складу Тираспольського повіту (а саме, до Понятівської, Ново-Петрівської та Розалівської волостей), південна та південно-східна частини — до Одеського повіту (Більчанська, Куртівська та Мангеймська волості) Херсонської губернії.
Села Понятівка та Новоукраїнка були адміністративними центрами волостей.
За часів Української РСР територія громади входила до Роздільнянського, Біляївського, Іванівського та Зельцького районів.
З часів отримання Україною незалежності села громади постійно знаходилися у складі Роздільнянського району.
У 1951 році до сіл Бецилове, Будьонівка (нині Новоукраїнка) та Єреміївка, що сьогодні входять до складу Роздільнянської громади, з сіл Лобізва та Телешниця Нижньо-Устрицького району Дрогобицької області радянською владою була примусово переселена етнографічна група українців-бойків (410 родин з 1845 осіб). У селі Єреміївка вже у пам'ять про ці події встановлено меморіал депортованим українцям-бойкам.
22 вересня 2022 року у Роздільнянській міській територіальній громаді в рамках дерусифікації було перейменовано 25 вулиць та 10 провулків у місті та селах громади.
| Прапор | Назва населеного пункту | Статус                    | Старостинський округ | Населення   | Населення                  | Населення              | Віддаленість від м. Роздільна | Віддаленість від м. Роздільна | Найближча зал. станція чи зупинка      | Поштові індекси | Код КАТОТТГ         | Історичні назви та населені пункти, що ввійшли до складу                         | Дата заснування/ Перша згадка |
| Прапор | Назва населеного пункту | Статус                    | Старостинський округ | К-ть, осіб. | Місце у громаді за нас-ням | Виборців (на 30.11.20) | Шосе, км                      | Зал-цею, км                   | Найближча зал. станція чи зупинка      | Поштові індекси | Код КАТОТТГ         | Історичні назви та населені пункти, що ввійшли до складу                         | Дата заснування/ Перша згадка |
| ------ | ----------------------- | ------------------------- | -------------------- | ----------- | -------------------------- | ---------------------- | ----------------------------- | ----------------------------- | -------------------------------------- | --------------- | ------------------- | -------------------------------------------------------------------------------- | ----------------------------- |
|        | Роздільна               | місто, центр ТГ, райцентр | —                    | 17593       | 1                          | 13781                  | 0                             | 0                             | ст. Роздільна I                        | 67400           | UA51140130010040641 | —                                                                                | 1863                          |
|        | Старосілля              | село, центр СО            | Чобручанський        | 600         | 12                         | 438                    | 4                             | 5                             | Роздільна-Сортувальна                  | 67420           | UA51140130480040108 | Слободзея Українська                                                             | 1921                          |
|        | Бакалове                | село                      | Чобручанський        | 128         | 33                         | 91                     | 5                             | 6                             | Роздільна-Сортувальна, ст. Роздільна I | 67401           | UA51140130040025753 | хутір Бакалов                                                                    | 1856                          |
|        | Велізарове              | село                      | Чобручанський        | 139         | 32                         | 104                    | 3                             | 4                             | Роздільна-Сортувальна                  | 67403           | UA51140130140043686 | хутір Велизарівка                                                                | 1856                          |
|        | Надія                   | село                      | Чобручанський        | 153         | 29                         | 106                    | 13                            | 5                             | Надія                                  | 67424           | UA51140130310012174 | —                                                                                | 1920                          |
|        | Новий Гребеник          | село                      | Чобручанський        | 26          | 45                         | 11                     | 9                             | 10                            | Надія                                  | 67425           | UA51140130320046389 | —                                                                                | 1920                          |
|        | Нові Чобручі            | село                      | Чобручанський        | 1052        | 3                          | 809                    | 0                             | 0                             | ст. Роздільна I                        | 67481           | UA51140130330070013 | —                                                                                | 1896                          |
|        | Парканці                | село                      | Чобручанський        | 101         | 36                         | 84                     | 13                            | 2                             | Надія                                  | 67426           | UA51140130400039785 | Парканський, Парканськ, Іванівка                                                 | 1856                          |
|        | Слобідка                | село                      | Чобручанський        | 195         | 20                         | 138                    | 10                            | 11                            | Надія                                  | 67427           | UA51140130460020706 | Слободзея Молдавська                                                             | 1896                          |
|        | Сухе                    | село                      | Чобручанський        | 118         | 35                         | 66                     | 18                            | 19                            | Надія                                  | 67428           | UA51140130490065448 | хутір Свиний, Свина Балка                                                        | 1887                          |
|        | Шевченкове              | село                      | Чобручанський        | 37          | 41                         | 27                     | 12                            | 12                            | Надія                                  | 67421           | UA51140130500011286 | Чекмежиївка, Чекмежиєво, Чикміжієво, Чесмеджия                                   | 1856                          |
|        | Кошари                  | село, центр СО            | Кошарський           | 894         | 5                          | 597                    | 19                            | немає                         |                                        | 67423           | UA51140130250068550 | Старі Кошари, Кашари, Альт-Кашари, Мангейм                                       | 1805                          |
|        | Лозове                  | село                      | Кошарський           | 12          | 49                         | 11                     | 26                            | немає                         |                                        | 67439           | UA51140130270099035 | Лезове, хутір Лозовий, Лозова, Лозов, Лозінга                                    | 1887                          |
|        | Бецилове                | село, центр СО            | Бецилівський         | 353         | 15                         | 276                    | 25                            | немає                         |                                        | 67440           | UA51140130060018007 | Мюленбах, Бицилиєвка, Бицилаєвка, Бецилова-Викова                                | 1814                          |
|        | Желепове                | село                      | Бецилівський         | 123         | 34                         | 88                     | 48                            | немає                         |                                        | 67437           | UA51140130190033330 | Желіпов, Желеповка, Желепівка                                                    | 1856                          |
|        | Новоселівка             | село                      | Бецилівський         | 176         | 25                         | 146                    | 36                            | немає                         |                                        | 67413           | UA51140130370042421 | Новосілки, Свина                                                                 | 1857                          |
|        | Старокостянтинівка      | село                      | Бецилівський         | 67          | 37                         | 49                     | 22                            | немає                         |                                        | 67444           | UA51140130470013441 | Костянтинівка                                                                    | 1795                          |
|        | Новоукраїнка            | село, центр СО            | Новоукраїнський      | 999         | 4                          | 686                    | 18                            | немає                         |                                        | 67441           | UA51140130380046719 | Куртівка, Будьоннівка                                                            | 1793                          |
|        | Капаклієве              | село                      | Новоукраїнський      | 26          | 46                         | 16                     | 9                             | немає                         |                                        | 67406           | UA51140130220035348 | Капаклієвка, Капакліївка                                                         | 1793                          |
|        | Петро-Євдокіївка        | село                      | Новоукраїнський      | 162         | 26                         | 108                    | 8                             | немає                         |                                        | 67409           | UA51140130420041666 | Євдокіївка, Храброве                                                             | 1793                          |
|        | Кам'янка                | село, центр СО            | Кам'янський          | 813         | 8                          | 579                    | 6                             | 10                            | Кам'янка                               | 67432           | UA51140130210012062 | Ебенланд, хутір Шевченко (Нефельд)                                               | 1924                          |
|        | Антонівка               | село                      | Кам'янський          | 41          | 39                         | 49                     | 9                             | 15                            | Кам'янка                               | 67435           | UA51140130030061433 | —                                                                                | 1924                          |
|        | Володимирівка           | село                      | Кам'янський          | 324         | 16                         | 213                    | 6                             | 10                            | Кам'янка, ст. Роздільна I              | 67433           | UA51140130170055400 | Ясне, хутір Дружба, Амвросієве, Ліхтенфельд                                      | 1924                          |
|        | Матишівка               | село                      | Кам'янський          | 322         | 17                         | 264                    | 2                             | 9                             | Кам'янка, ст. Роздільна I              | 67407           | UA51140130280015730 | Матищівка, Матишевський, Мятишівка, Матиєвка, Ухановка, Ней-Блюменфельд, Юргівка | 1824                          |
|        | Покровка                | село                      | Кам'янський          | 448         | 14                         | 360                    | 7                             | 12                            | Кам'янка                               | 67436           | UA51140130430018701 | Новий Мир, Новомирка, Найвельт (Найфельд), Найланд                               | 1924                          |
|        | Понятівка               | село, центр СО            | Понятівський         | 892         | 6                          | 640                    | 12                            | немає                         |                                        | 67422           | UA51140130440056462 | Велика Понятівка, Лангенберг                                                     | 1821                          |
|        | Балкове                 | село                      | Понятівський         | 181         | 24                         | 133                    | 13                            | немає                         |                                        | 67429           | UA51140130050069569 | Балківка, Фрейдерове, Фрейдорф, Федорівка                                        | 1839                          |
|        | Єреміївка               | село, центр СО            | Єреміївський         | 688         | 11                         | 431                    | 30                            | немає                         |                                        | 67442           | UA51140130180031519 | Бішофсфільд, хутір Соколівка                                                     | 1793                          |
|        | Бринівка                | село                      | Єреміївський         | 155         | 27                         | 96                     | 33                            | немає                         |                                        | 67445           | UA51140130090065030 | Фон-Бринівка, Візенталь                                                          | 1824                          |
|        | Богнатове               | село                      | Єреміївський         | 17          | 48                         | 7                      | 36                            | немає                         |                                        | 67449           | UA51140130080012385 | Тіфенбах, Поганатівка, Богнатівка, Симановичева                                  | 1825                          |
|        | Бурдівка                | село                      | Єреміївський         | 845         | 7                          | 602                    | 34                            | немає                         |                                        | 67443           | UA51140130110082321 | —                                                                                | 1824                          |
|        | Веселе                  | село                      | Єреміївський         | 41          | 40                         | 18                     | 38                            | немає                         |                                        | 67419           | UA51140130150016125 | хутір Веселий, Рацевський                                                        | 1824                          |
|        | Поташенкове             | село                      | Єреміївський         | 66          | 38                         | 47                     | 35                            | немає                         |                                        | 67438           | UA51140130450053115 | Педашенкова, хутір Албанів, Шелемберга, Білоусівка                               | 1824                          |
|        | Шеметове                | село                      | Єреміївський         | 195         | 21                         | 130                    | 28                            | немає                         |                                        | 67448           | UA51140130510077217 | хутір Шеміотів, Шеміотівський                                                    | 1824                          |
|        | Буцинівка               | село, центр СО            | Буцинівський         | 593         | 13                         | 473                    | 25                            | 12                            | Буценівка                              | 67461           | UA51140130120094988 | Буценково                                                                        | 1922                          |
|        | Карпівка                | село                      | Буцинівський         | 141         | 31                         | 84                     | 20                            | немає                         |                                        | 67466           | UA51140130230029900 | Велика Карпівка, Карпівка Велика, Шахлацьке, Бураковського                       | 1856                          |
|        | Кузьменка               | село                      | Буцинівський         | 208         | 19                         | 148                    | 30                            | 16                            | Кузьменкове                            | 67465           | UA51140130260081634 | Фрунзе, Кузьменко, Кузьменкова, Ново-Благодатна                                  | 1887                          |
|        | Мільярдівка             | село                      | Буцинівський         | 155         | 28                         | 97                     | 30                            | 12                            | Буценівка                              | 67467           | UA51140130300094570 | Ней-Баден, хутір Буценка                                                         | 1920                          |
|        | Новодмитрівка           | село                      | Буцинівський         | 149         | 30                         | 99                     | 30                            | немає                         |                                        | 67486           | UA51140130350067109 | Новодмитрівка Друга, Мурлове, Штурпельці                                         | 1856                          |
|        | Калантаївка             | село, центр СО            | Калантаївський       | 708         | 10                         | 600                    | 25                            | 22                            | Єреміївка                              | 67464           | UA51140130200071050 | Колонтаївка, Донцова, Донцовка                                                   | 1856                          |
|        | Благодатне              | село                      | Калантаївський       | 308         | 18                         | 198                    | 26                            | 22                            | Єреміївка                              | 67460           | UA51140130070086845 | Кірове, хутір Кірова, Новий Побут                                                | 1914                          |
|        | Карпове                 | село                      | Калантаївський       | 4           | 51                         | 4                      | 36                            | немає                         |                                        | 67446           | UA51140130240086752 | Карпівка, Мала Карпівка, Свино-Озерка                                            | 1856                          |
|        | Олександрівка           | село                      | Калантаївський       | 8           | 50                         | 4                      | 37                            | немає                         |                                        | 67447           | UA51140130390087501 | —                                                                                | 1924                          |
|        | Світанок                | село                      | Калантаївський       | 184         | 23                         | 78                     | 34                            | немає                         |                                        | 67463           | UA51140130020070549 | Андрієво-Іванів, Штерн                                                           | 1944                          |
|        | Виноградар              | село, центр СО            | Виноградарський      | 1710        | 2                          | 1134                   | 30                            | 30                            | Карпове                                | 67472           | UA51140130160082998 | Красний Виноградар, Карпове, Новоселівка                                         | 1924                          |
|        | Будячки                 | село                      | Виноградарський      | 18          | 47                         | 13                     | 36                            | 33                            | Карпове                                | 67477           | UA51140130100070779 | хутор Гроссулівський, хутір Ново-Гроссулівський, Аннівка                         | 1896                          |
|        | Вакулівка               | село                      | Виноградарський      | 729         | 9                          | 506                    | 29                            | 30                            | Новоселівка                            | 67478           | UA51140130130086031 | Красна Вакулівка, Садки                                                          | 1924                          |
|        | Новоградениця           | село                      | Виноградарський      | 30          | 42                         | 23                     | 30                            | 34                            | Сонячне                                | 67491           | UA51140130340098719 | Ново-Градениця                                                                   | 1924                          |
|        | Новодмитрівка Друга     | село                      | Виноградарський      | 27          | 44                         | 6                      | 39                            | 40                            | Вигода                                 | 67479           | UA51140130360073189 | хутір Ленінський, Ленінське Друге                                                | 1924                          |
|        | Миколаївка              | село                      | Виноградарський      | 28          | 43                         | 17                     | 30,5                          | 37                            | Сонячне                                | 67490           | UA51140130290091754 | —                                                                                | 1887                          |
|        | Молдованка              | село                      | Виноградарський      | 195         | 22                         | 109                    | 30                            | 32                            | Сонячне                                | 67492           | UA51140130410090130 | Молдованка                                                                       | 1920                          |

Кольором виділені адмінцентри старостинських округів.
СО — старостинський округ

## Населення

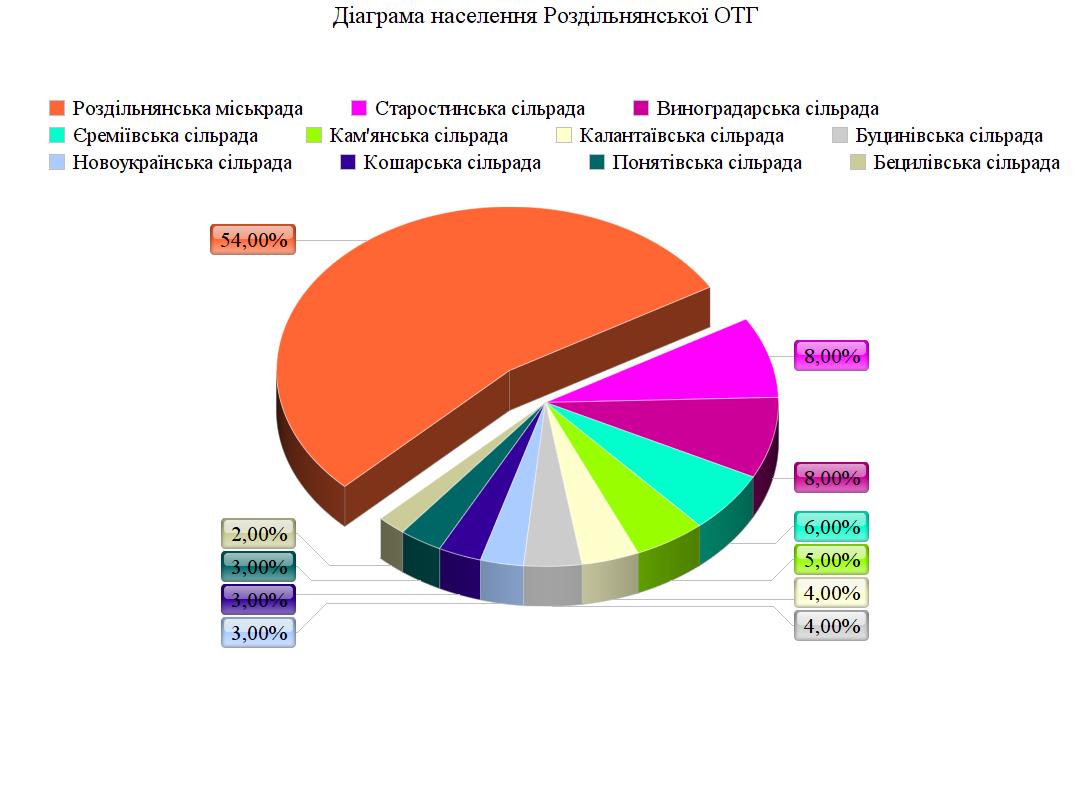
Діаграма населення громади на момент об'єднання

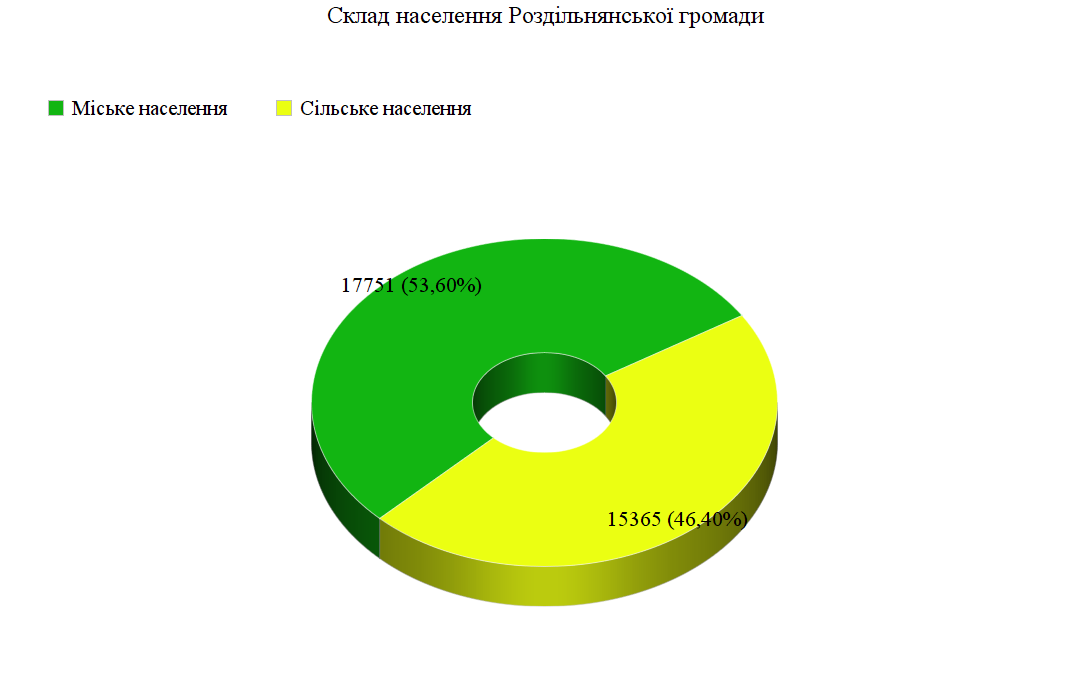
Склад населення громади на момент об'єднання

Загальна кількість населення громади на момент об'єднання за розрахунками становила 33 116 осіб (31,79 % населення району). Міське населення: 17751, сільське населення: 15365. Громада займає 11 місце за чисельністю населення серед 91 громади Одеської області.
Все міське населення мешкає у місті Роздільна.
Найбільшим за кількістю населення є Виноградарський старостинський округ. Найменший — Бецилівський.
На січень 2024 року кількість населення складала 32101 особу, міське – 17227. Чоловіки – 14956, жінки – 17145 осіб.
| Назва населеного пункту | Кількість, осіб | Кількість, осіб | Кількість, осіб | Кількість, осіб | Місце у громаді за нас-ням | Приріст населення за часів незалежності, % |
| Назва населеного пункту | 1989            | 2001            | 2015-2021       | 2024            | Місце у громаді за нас-ням | Приріст населення за часів незалежності, % |
| ----------------------- | --------------- | --------------- | --------------- | --------------- | -------------------------- | ------------------------------------------ |
| Роздільна               | 17995           | 17754           | 17593           | 17227           | 1                          | -2,23                                      |
| Старосілля              | 450             | 489             | 600             |                 | 12                         | 33,33                                      |
| Нові Чобручі            | 776             | 882             | 1052            |                 | 3                          | 35,57                                      |
| Слобідка                | 142             | 173             | 195             |                 | 20                         | 37,32                                      |
| Сухе                    | 134             | 130             | 118             |                 | 35                         | -11,94                                     |
| Надія                   | 229             | 187             | 153             |                 | 29                         | -33,19                                     |
| Велізарове              | 159             | 175             | 139             |                 | 32                         | -12,58                                     |
| Бакалове                | 155             | 156             | 128             |                 | 33                         | -17,42                                     |
| Парканці                | 103             | 104             | 101             |                 | 36                         | -1,94                                      |
| Шевченкове              | 61              | 38              | 37              |                 | 41                         | -39,34                                     |
| Новий Гребеник          | 36              | 23              | 26              |                 | 45                         | -27,78                                     |
| Кошари                  | 770             | 845             | 894             |                 | 5                          | 16,10                                      |
| Лозове                  | 183             | 39              | 12              |                 | 49                         | -93,44                                     |
| Бецилове                | 700             | 452             | 353             |                 | 15                         | -49,57                                     |
| Новоселівка             | 263             | 227             | 176             |                 | 25                         | -33,08                                     |
| Желепове                | 192             | 177             | 123             |                 | 34                         | -35,94                                     |
| Старокостянтинівка      | 147             | 98              | 67              |                 | 37                         | -54,42                                     |
| Новоукраїнка            | 1081            | 1023            | 999             |                 | 4                          | -7,59                                      |
| Петро-Євдокіївка        | 148             | 176             | 162             |                 | 26                         | 9,46                                       |
| Капаклієве              | 81              | 46              | 26              |                 | 46                         | -67,90                                     |
| Кам'янка                | 756             | 721             | 813             |                 | 8                          | 7,54                                       |
| Покровка                | 492             | 453             | 448             |                 | 14                         | -8,94                                      |
| Володимирівка           | 336             | 297             | 324             |                 | 16                         | -3,57                                      |
| Матишівка               | 174             | 251             | 322             |                 | 17                         | 85,06                                      |
| Антонівка               | 77              | 67              | 41              |                 | 39                         | -46,75                                     |
| Понятівка               | 988             | 852             | 892             |                 | 6                          | -9,72                                      |
| Балкове                 | 227             | 192             | 181             |                 | 24                         | -20,26                                     |
| Єреміївка               | 482             | 575             | 688             |                 | 11                         | 42,74                                      |
| Бурдівка                | 764             | 764             | 845             |                 | 7                          | 10,60                                      |
| Шеметове                | 157             | 163             | 195             |                 | 21                         | 24,20                                      |
| Бринівка                | 144             | 146             | 155             |                 | 27                         | 7,64                                       |
| Поташенкове             | 104             | 77              | 66              |                 | 38                         | -36,54                                     |
| Веселе                  | 55              | 46              | 41              |                 | 40                         | -25,45                                     |
| Богнатове               | 9               | 9               | 17              |                 | 48                         | 88,89                                      |
| Буцинівка               | 488             | 560             | 593             |                 | 13                         | 21,52                                      |
| Кузьменка               | 231             | 197             | 208             |                 | 19                         | -9,96                                      |
| Мільярдівка             | 155             | 151             | 155             |                 | 28                         | 0,00                                       |
| Новодмитрівка           | 218             | 182             | 149             |                 | 30                         | -31,65                                     |
| Карпівка                | 191             | 161             | 141             |                 | 31                         | -26,18                                     |
| Калантаївка             | 482             | 497             | 708             |                 | 10                         | 46,89                                      |
| Благодатне              | 593             | 572             | 308             |                 | 18                         | -48,06                                     |
| Світанок                | 217             | 192             | 184             |                 | 23                         | -15,21                                     |
| Олександрівка           | 30              | 12              | 8               |                 | 50                         | -73,33                                     |
| Карпове                 | 26              | 8               | 4               |                 | 51                         | -84,62                                     |
| Виноградар              | 1614            | 1513            | 1710            |                 | 2                          | 5,95                                       |
| Вакулівка               | 671             | 675             | 729             |                 | 9                          | 8,64                                       |
| Молдованка              | 180             | 173             | 195             |                 | 22                         | 8,33                                       |
| Новоградениця           | 41              | 41              | 30              |                 | 42                         | -26,83                                     |
| Миколаївка              | 61              | 53              | 28              |                 | 43                         | -54,10                                     |
| Новодмитрівка Друга     | 30              | 35              | 27              |                 | 44                         | -10,00                                     |
| Будячки                 | 54              | 25              | 18              |                 | 47                         | -66,67                                     |
| ВСЬОГО                  | 33852           | 32854           | 32856           | 32101           |                            | -2,95                                      |

## Влада

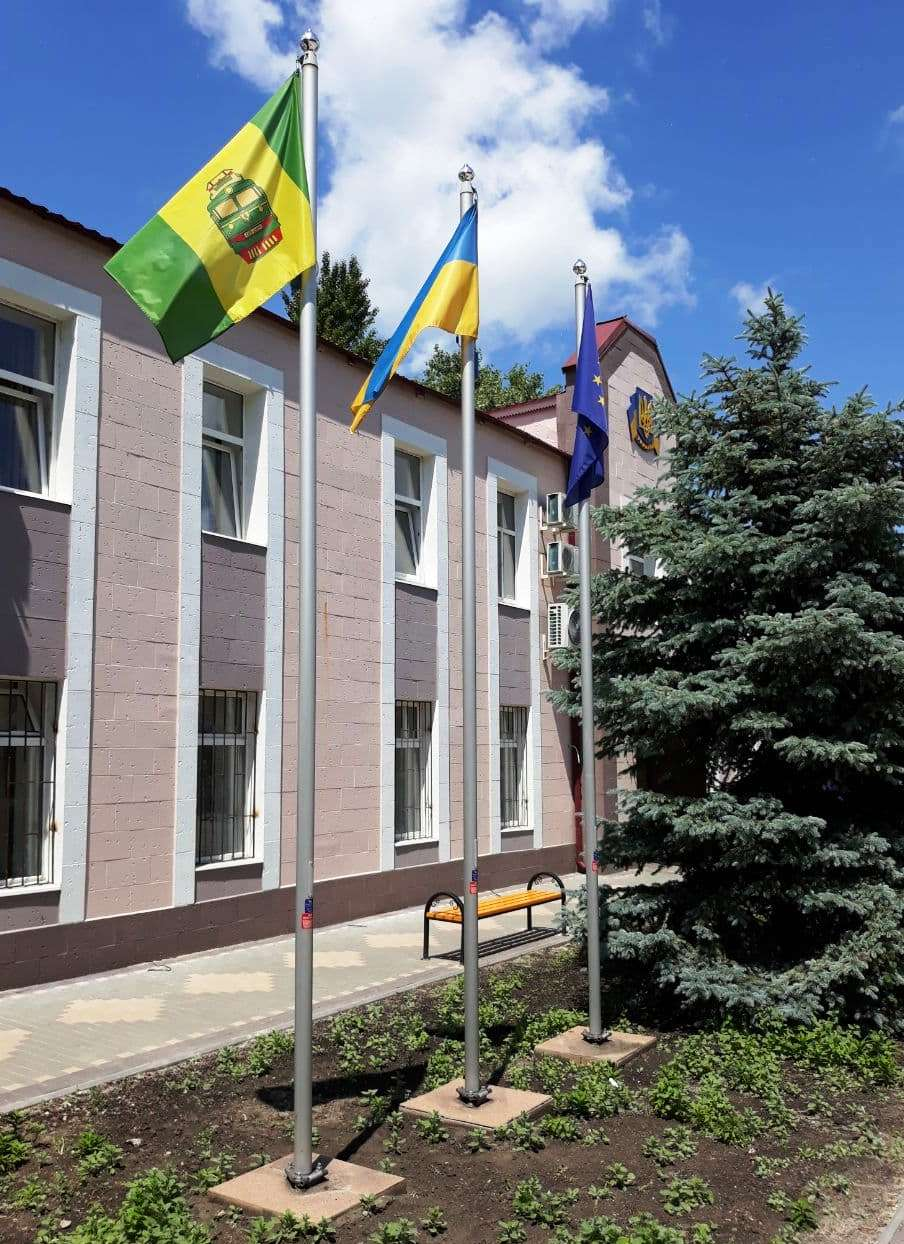
Прапори м. Роздільна, України та ЄС біля будівлі Роздільнянської міськради

Роздільнянська міська територіальна громада підпорядкована Роздільнянській міській раді. До складу Роздільнянської міської ради входять 26 депутатів, що обираються громадою строком на 5 років. За результатами місцевих виборів 2020 року, міська рада поділяється на такі депутатські групи та фракції: Опозиційна платформа — За життя (7 депутатів), Довіряй ділам (5), «Європейська солідарність» (3), Всеукраїнське об'єднання «Батьківщина» (3), «Слуга народу» (3), «Наш край» (3), «За майбутнє» (2). Виконавчу владу в місті очолює міський голова та виконавчий комітет. У ході місцевих виборів 2020 року міським головою Одеси було обрано Шовкалюка Валерія Олександровича.
Роздільнянська міська територіальна громада разом ще з 8 громадами входить до складу Роздільнянського району, який підпорядкований Роздільнянській районній раді. До складу районної ради входять 38 депутатів, що обираються мешканцями району строком на 5 років. За результатами місцевих виборів 2020 року, районна рада поділяється на такі депутатські групи та фракції: Опозиційна платформа — За життя (13 депутатів), Всеукраїнське об'єднання «Батьківщина» (6), «Європейська солідарність» (5), «Слуга народу» (5), Довіряй ділам (3), «Наш край» (3), «За майбутнє» (3). Головою районної ради VIII скликання на 1 сесії, що відбулася 24 листопада 2020 року, було обрано Пресмана Олександра Семеновича.
Великий політичний вплив у місті та Роздільнянському районі має Роздільнянська районна державна адміністрація та, зокрема, її голова. Він, як представник Президента України керує виконавчою владою не тільки на рівні міста, а й на території всього району. 6 листопада 2019 року на цю посаду було призначено Приходько Сергія Миколайовича, який також є депутатом Роздільнянської районної ради.
У місті Роздільна розташовані будівлі Роздільнянської міської та районної ради, Роздільнянської районної державної адміністрації та Роздільнянського районного суду.
Громада розділена на виборах до міської ради на чотири територіальних виборчих округи, на виборах до районної ради входить до ТВО № 1 і № 2, на виборах до обласної ради — ТВО № 4.

## Освіта
| №      | Назва                             | Старостинський округ | Місце розташування | Адреса                         | Профіль навчання                                          | Тип                   | Директор                          | Розрахована к-сть учнів | Навчаються | Персонал | К‑сть класів | К‑сть приміщень | К‑сть інклюзивних класів |
| ------ | --------------------------------- | -------------------- | ------------------ | ------------------------------ | --------------------------------------------------------- | --------------------- | --------------------------------- | ----------------------- | ---------- | -------- | ------------ | --------------- | ------------------------ |
| 1.     | Кошарський ліцей                  | Кошарський           | с. Кошари          | 67423, вул. Центральна, 44     | Українська філологія                                      | Ліцей                 | Сазанська Ірина Миколаївна        | 220                     | 98         | 26       | 11           |                 | 2                        |
| 2.     | Слобідський ліцей                 | Чобручанський        | с. Слобідка        | 67421, вул. Центральна, 1      | Технологічний                                             | Ліцей                 | Кіндзерська Людмила Вікторівна    | 200                     | 175        | 18       | 11           |                 | 1                        |
| 3.     | Бецилівська гімназія              | Бецилівський         | с. Бецилове        | 67440, провулок Шкільний, 6    | Універсальний                                             | Загальноосвітня школа | Чекерська Валентина Володимирівна | 240                     | 0          | 48       | 1            |                 | 0                        |
| 4.     | Понятівський ліцей                | Понятівський         | с. Понятівка       | 67422, вул. Центральна, 40     | Універсальний                                             | Ліцей                 | Драгомир Олена Петрівна           | 392                     | 75         | 67       | 11           |                 | 0                        |
| 5.     | Старостинська гімназія            | Чобручанський        | с. Старосілля      | 67420, вул. Центральна, 28 А   | Універсальний                                             | Загальноосвітня школа | Кіріца Наталія Олексіївна         | 160                     | 88         | 14       | 9            | 16              | 2                        |
| 6.     | Кам'янський ліцей                 | Кам'янський          | с. Кам'янка        | 67432, вул. Шкільна, 1 А       | Універсальний                                             | Ліцей                 | Петровська Валентина Миколаївна   | 330                     | 212        | 19       | 12           |                 | 3                        |
| 7.     | Буцинівський ліцей                | Буцинівський         | с. Буцинівка       | 67461, вул. Наливаного, 61     | Універсальний                                             | Ліцей                 | Кошова Оксана Володимирівна       | 240                     | 100        | 18       | 11           |                 | 2                        |
| 8.     | Калантаївський ліцей              | Калантаївський       | с. Калантаївка     | 67460, вул. Шкільна, 1         | Універсальний                                             | Ліцей                 | Фефілова Наталія Іванівна         | 320                     | 174        | 31       | 11           | 18              | 2                        |
| 9.     | Новоукраїнський ліцей             | Новоукраїнський      | с. Новоукраїнка    | 67441, вул. Куртівська, 58     | Універсальний                                             | Ліцей                 | Кандюк Оксана Миколаївна          | 198                     | 113        | 30       | 11           | 34              | 1                        |
| 10.    | Єреміївський ліцей                | Єреміївський         | с. Єреміївка       | 67442, вул. Центральна, 37     | Універсальний                                             | Ліцей                 | Лазор Сергій Іванович             | 250                     | 78         | 16       | 11           | 12              | 0                        |
| 11.    | Бурдівський ліцей                 | Єреміївський         | с. Бурдівка        | 67443, вул. Шкільна, 5         | Універсальний                                             | Ліцей                 | Ткач Надія Василівна              | 100                     | 110        | 20       | 11           | 20              | 1                        |
| 12.    | Виноградарський ліцей             | Виноградарський      | с. Виноградар      | 67472, вул. Центральна, 207 В  | Філологічний                                              | Ліцей                 | Мартинюк Микола Васильович        | 365                     | 245        | 37       | 16           | 26              | 1                        |
| 13.    | Роздільнянський міський ліцей № 1 | м. Роздільна         | м. Роздільна       | 67400, вул. Шевченка, 56       | Інформаційно-технологічний                                | Ліцей                 | Гоцульська Світлана Дмитрівна     | 900                     | 740        | 57       | 35           |                 | 3                        |
| 14.    | Роздільнянський міський ліцей № 2 | м. Роздільна         | м. Роздільна       | 67400, вул. Щаслива, 54        | Історичний; Математичний; Правовий; Української філології | Ліцей                 | Букреєва Лідія Станіславівна      | 900                     | 875        | 72       | 40           |                 | 14                       |
| 15.    | Роздільнянський міський ліцей № 3 | м. Роздільна         | м. Роздільна       | 67400, вул. Садова, 9          | Універсальний                                             | Ліцей                 | Ільюх Антоніна Степанівна         | 264                     | 305        | 37       | 16           |                 | 6                        |
| 16.    | Роздільнянський міський ліцей № 4 | м. Роздільна         | м. Роздільна       | 67400, вул. Муніципальна, 17 А | Універсальний                                             | Ліцей                 | Пантась Світлана Володимирівна    | 400                     | 562        | 87       | 24           |                 | 4                        |
| ВСЬОГО | ВСЬОГО                            | ВСЬОГО               | ВСЬОГО             | ВСЬОГО                         | ВСЬОГО                                                    | ВСЬОГО                | ВСЬОГО                            | 5675                    | 3975       | 617      | 249          |                 | 42                       |

| №   | Назва | Старостинський округ | Місце розташування | Адреса                       | Форма власності | Завідувачка                | Розрахована к-сть дітей | К‑сть дітей | Персонал | К‑сть груп |
| --- | --- | -------------------- | ------------------ | ---------------------------- | --------------- | -------------------------- | ----------------------- | ----------- | -------- | ---------- |
| 1.  | Дошкільний навчальний заклад № 1 «Веселка» загального розвитку                                                    | м. Роздільна         | м. Роздільна       | 67400, пров. Спортивний, 4   | комунальна      |                            | 112                     |             |          |            |
| 2.  | Дошкільний навчальний заклад № 4 «Ромашка» загального розвитку                                                    | м. Роздільна         | м. Роздільна       | 67400, вул. Молодіжна, 107 А | комунальна      |                            | 75                      |             |          |            |
| 3.  | Дошкільний навчальний заклад № 6 «Оленка» загального розвитку                                                     | м. Роздільна         | м. Роздільна       | 67400, пров. Шкільний, 22 А  | комунальна      |                            | 215                     |             |          |            |
| 4.  | Дошкільний навчальний заклад «Сонечко»                                                                            | Кам'янський          | с. Кам'янка        | 67432, вул. Центральна       | комунальна      |                            | 45                      |             |          |            |
| 5.  | Дошкільний навчальний заклад «Сонечко»                                                                            | Кошарський           | с. Кошари          | 67423, вул. Центральна 61    | комунальна      | Сергієнко Софія Михайлівна | 15                      |             | 9        |            |
| 6.  | Дошкільний навчальний заклад (ясла-садок) «Сонечко» загального типу розвитку                                      | Бурдівський          | с. Бурдівка        | 67443, вул. Шкільна, 5       | комунальна      | Козинець Олена Миколаївна  | 40                      | 29          | 14       | 2          |
| 7.  | Єреміївський навчально-виховний комплекс «Загальноосвітня школа І-III ступенів — дошкільний навчальний заклад»    | Єреміївський         | с. Єреміївка       | 67442, вул. Центральна, 25   | комунальна      |                            | 22                      | 14          |          | 1          |
| 8.  | Буцинівський навчально-виховний комплекс «Загальноосвітня школа І-III ступенів — дошкільний навчальний заклад»    | Буцинівський         | с. Буцинівка       | 67461, вул. Наливаного, 61   | комунальна      |                            | 25                      | 24          |          | 1          |
| 9.  | Новоукраїнський навчально-виховний комплекс «Загальноосвітня школа І-III ступенів — дошкільний навчальний заклад» | Новоукраїнський      | с. Новоукраїнка    | 67441, вул. Куртівська, 58   | комунальна      |                            | 24                      | 19          | 5        | 1          |
| 10. | Понятівський навчально-виховний комплекс «Загальноосвітня школа І-III ступенів — дошкільний навчальний заклад»    | Понятівський         | с. Понятівка       | 67422, вул. Пушкінська, 44   | комунальна      |                            | 15                      |             |          |            |
| 11. | Слобідський навчально-виховний комплекс «Загальноосвітня школа І-III ступенів — дошкільний навчальний заклад»     | Чобручанський        | с. Слобідка        | 67421, вул. Центральна, 1    | комунальна      |                            | 40                      |             |          |            |
| 12. | Старостинський навчально-виховний комплекс «Загальноосвітня школа І-II ступенів — дошкільний навчальний заклад»   | Чобручанський        | с. Старосілля      | 67420, вул. Центральна, 28 А | комунальна      |                            | 20                      | 18          | 4        | 1          |

## Охорона здоров'я
| №  | Назва надавача послуг                                                                                      | Тип підрозділу                        | Місце надання послуг                                                                                       | Адреса                                   |
| -- | --- | ------------------------------------- | --- | ---------------------------------------- |
| 1. | Комунальне некомерційне підприємство «Роздільнянський міський центр первинної медико-санітарної допомоги»  | Амбулаторія                           | Роздільнянська амбулаторія сімейної медицини                                                               | місто Роздільна, вулиця Привокзальна, 15 |
| 2. | Комунальне некомерційне підприємство «Роздільнянська багатопрофільна лікарня» Роздільнянської міської ради | Філія (інший відокремлений підрозділ) | Комунальне некомерційне підприємство «Роздільнянська багатопрофільна лікарня» Роздільнянської міської ради | місто Роздільна, вулиця Європейська, 1   |
| 3. | Комунальне некомерційне підприємство «Роздільнянський міський центр первинної медико-санітарної допомоги»  | Амбулаторія                           | Кам'янська амбулаторія сімейної медицини                                                                   | село Кам'янка, провулок Новоселів, 3А    |
| 4. | Комунальне некомерційне підприємство «Роздільнянський міський центр первинної медико-санітарної допомоги»  | Амбулаторія                           | Новоукраїнська амбулаторія сімейної медицини                                                               | село Новоукраїнка, вулиця Куртівська, 54 |
| 5. | Комунальне некомерційне підприємство «Роздільнянський міський центр первинної медико-санітарної допомоги»  | Амбулаторія                           | Калантаївська амбулаторія сімейної медицини                                                                | село Калантаївка, вулиця Центральна, 32  |
| 6. | Комунальне некомерційне підприємство «Роздільнянський міський центр первинної медико-санітарної допомоги»  | Амбулаторія                           | Виноградарська амбулаторія сімейної медицини                                                               | село Виноградар, вулиця Центральна, 196  |

## Географія та розташування
Територія громади розташована на півдні Роздільнянського району Одеської області, за 41 км північно-західніше від міста Одеса. На заході межує зі Степанівською ТГ Роздільнянського району, на південному заході — Лиманською ТГ Роздільнянського району, на півдні — Вигоднянською і Дачненською ТГ Одеського району, на південному сході по Хаджибейському лиману з Усатівською ТГ Одеського району, на сході з Іванівською ТГ Березівського району, на півночі зі Знам'янською ТГ Березівського району і Новоборисівською ТГ Роздільнянського району.
За площею громада посідає 10 місце серед 91 громади Одеської області.
Більшість сіл знаходиться на відстані до 30 км від адміністративного центру, найвіддаленіше село (48 км) — Желепове, знаходиться на північному сході громади. Майже до половини сіл громади можна дістатися приміськими електричками. Територією ТГ проходить залізничний шлях Одеса-Київ та Одеса-Кишинів, а також автошляхи державного значення Т 1618 та E95
У межах громади знаходяться такі зупинні пункти та станції Одеської залізниці:
- на лінії Подільськ — Роздільна I: ст. Роздільна-Сортувальна;
- на лінії Роздільна I — Одеса: ст. Роздільна I, з.п. Кам'янка, з.п. Буценівка, з.п. Кузьменкове, ст. Єреміївка, з.п. Новоселівка, ст. Карпове.
- Ще дві зупинки Надія та Сонячне територіально знаходяться поза межами громади, на кордоні з сусідніми громадами та обслуговують деякі села Роздільнянської громади, що знаходяться поруч.

| Індекс  | Найменування автомобільної дороги                   | Загальна протяжність, км | Проходить територією громад                        | Проходить повз населені пункти Роздільнянської громади                           |
| ------- | --------------------------------------------------- | ------------------------ | -------------------------------------------------- | -------------------------------------------------------------------------------- |
| Т 1618  | /Р-33/ — Роздільна — с. Єреміївка — /М-05/          | 36,786                   | Роздільнянська міська ТГ, Степанівська сільська ТГ | Роздільна, Петро-Євдокіївка, Новоукраїнка, Шеметове, Єреміївка                   |
| О160506 | ст. Вигода — Роздільна                              | 31,2                     | Роздільнянська міська ТГ, Вигоднянська сільська ТГ | Петро-Євдокіївка, Капаклієве, Буцинівка, Кузьменка, Калантаївка, Виноградар      |
| О161930 | Роздільна — с. Понятівка — с. Кошари — с. Знам'янка | 27,8                     | Роздільнянська міська ТГ, Знам'янська сільська ТГ  | Роздільна, Бакалове, Понятівка, Кошари                                           |
| С161901 | Роздільна — с. Старосілля — с. Надія                | 12,8                     | Роздільнянська міська ТГ                           | Роздільна, Нові Чобручі, Велизарове, Старосілля, Новий Гребеник, Слобідка, Надія |
| С161903 | Роздільна — с. Кам'янка — с. Покровка               | 7,0                      | Роздільнянська міська ТГ                           | Роздільна, Кам'янка, Покровка                                                    |
| С161904 | /М-16/ — с. Щербанка — ст. Єреміївка — с. Світанок  | 20,8                     | Лиманська селищна ТГ, Роздільнянська міська ТГ     | Благодатне, Калантаївка, Світанок                                                |
| С161910 | /М-05/ — с. Бецилове — с. Новоукраїнка              | 23,2                     | Роздільнянська міська ТГ                           | Желепове, Новоселівка, Бецилове, Старокостянтинівка, Новоукраїнка                |
| С161913 | /М-05/ — с. Бурдівка                                | 1,9                      | Роздільнянська міська ТГ                           | Бурдівка                                                                         |
| С161914 | с. Новоселівка — с. Поташенкове — с. Шеметове       | 11,7                     | Роздільнянська міська ТГ                           | Новоселівка, Веселе, Поташенкове, Шеметове                                       |
| С161915 | Іллічівка — с. Карпівка — с. Новодмитрівка          | 6,4                      | Роздільнянська міська ТГ                           | Карпівка, Новодмитрівка                                                          |
| С161916 | ст. Карпове — с. Одрадове — /М-05/                  | 13,1                     | Роздільнянська міська ТГ, Дачненська сільська ТГ   | Виноградар                                                                       |
| С161917 | Об'їзна м. Роздільна                                | 4,3                      | Роздільнянська міська ТГ                           | Роздільна                                                                        |
| С161921 | /О160506/ — ст. Карпове                             | 2,8                      | Роздільнянська міська ТГ                           | Виноградар                                                                       |
| С161922 | Парканці — с. Сухе                                  | 6,1                      | Роздільнянська міська ТГ                           | Парканці, Сухе                                                                   |
| С161923 | Під'їзд до с. Велізарове                            | 1,6                      | Роздільнянська міська ТГ                           | Велизарове                                                                       |
| С161924 | Під'їзд до с. Шевченкове                            | 1,7                      | Роздільнянська міська ТГ                           | Шевченкове, Слобідка                                                             |
| С161925 | Під'їзд до с. Володимирівка                         | 3,5                      | Роздільнянська міська ТГ                           | Роздільна, Володимирівка                                                         |
| С161931 | /Т-16-18/ — с. Балкове                              | 4,7                      | Роздільнянська міська ТГ                           | Петро-Євдокіївка, Балкове                                                        |
| С161932 | /Т-16-18/ — с. Бринівка                             | 3,7                      | Роздільнянська міська ТГ                           | Єреміївка, Бринівка                                                              |
| С161934 | Під'їзд до с. Старокостянтинівка                    | 1,8                      | Роздільнянська міська ТГ                           | Старокостянтинівка, Новоукраїнка                                                 |
| С161935 | Під'їзд до с. Парканці                              | 3,1                      | Роздільнянська міська ТГ                           | Парканці, Слобідка                                                               |
| С161936 | Під'їзд до с. Лозове                                | 3,5                      | Роздільнянська міська ТГ                           | Лозове                                                                           |
| С161937 | ст. Карпове — с. Будячки                            | 2,7                      | Роздільнянська міська ТГ                           | Виноградар, Будячки                                                              |
| С161938 | с. Вакулівка — ст. Карпове                          | 2,0                      | Роздільнянська міська ТГ                           | Виноградар, Вакулівка                                                            |
| С161941 | Під'їзд до с. Антонівка                             | 2,1                      | Роздільнянська міська ТГ                           | Покровка, Антонівка                                                              |

### Клімат
Середньомісячна температура повітря: липень — +21 °C, січень — -3,5 °C. Найвища температура повітря, яка була зафіксована на місцевій метеостанції — +37 °C, найнижча — -29 °C. Переважні вітри: липень — північно-західний, січень — північно-східний.
Клімат Роздільнянщини помірно-континентальний з недостатнім зволоженням, короткою м'якою зимою та довгим спекотним літом. За кліматичними умовами район належить до зони посушливих степів. Температурний режим Роздільнянщини формується під впливом географічної широти, повітряних мас моря й лиману. 50-55 днів протягом року тут переважає помірне повітря, що взимку дає потепління й опади, влітку похолодання й опади. Рідко коли залітають до нас арктичні повітряні маси, що несуть із собою раннє осіннє похолодання та весняні заморозки. Взимку переважає нестала похмура погода з частими, але не довгими похолоданнями. Тривалість зими в середньому — 72 дні. Найхолодніший місяць року — січень. Тривалість весни — 70-78 днів. Починається вона в кінці лютого — на початку березня, а закінчується в середині травня (перехід через +15 °С). Літо довге, спекотне, часто посушливе. Кількість днів із середньодобовою температурою, що перевищує +15 °С, досягає 135—145. Безморозний період становить 240 днів.
Річна кількість опадів коливається в межах 350—390 мм на рік, з них на теплий період припадає 220—240 мм. Найменше опадів буває навесні.
Вплив Хаджибейського лиману на клімат порівняно невеликий. Тут континентальність клімату й кількість бездощових днів менша проти інших територій району. Мілководний лиман швидко прогрівається влітку і так само швидко охолоджується взимку.

### Природа
Природа Роздільнянщини, головним чином, репрезентована різнотрав'ям, ксенофільними видами, з яких частіше других зустрічаються люцерна, молочай, шавлія та інші. З півчагарників найбільш численний полин австрійський. Природна деревна рослинність майже цілком відсутня. Лише на окремих ділянках північних схилів збереглися невеличкі зарості чагарників. Щоб захистити ґрунти від суховіїв та ерозії, а дороги від снігових заметів, практикою стало смугове деревонасадження. Початок йому покладено в районі ще XIX ст., але більшість сучасних лісосмуг було насаджені протягом 1940—1950‑х років. По них ростуть різні види дерев: дуб, клен, біла й жовта акація, ясен, в'яз (бересток), волоський горіх, абрикос, черешня, лох, шовковиця, тополя, шипшина тощо. Невдовзі ці смуги стали притулком для сірих куріпок, сорок, перепелиць, ворон, жайворонків та інших птахів. Однією з особливостей району є комплекс Хаджибейського лиману, який може похвалитися багатим складом флори та фауни. На території Роздільнянщини існує унікальний ботанічний заказник «Костянська балка». «Костянська балка» — заказник, створений на площі 22,7 га у 1993 році. На території заказника збереглася досить значна видова різноманітність рослин, близько 18 видів судинних рослин з Червоної книги України та Червоного списку Одеської області (голонасінник одеський, астрагал шерстистоквітковий тощо). Також на території заказнику зустрічаються рослинні угрупування з Зеленої книги України (формації ковили волосистої та мигдалю низького). До птахів і тварин, занесених до Червоної книги, належать видра, орлан-білохвост, степовий орел, лелеки — білий та чорний, ескулапова змія. Район має багату сировинну базу: піщані кар'єри, кар'єри з видобутку вапняку, глини, яка йде на виробництво червоної цегли, водні ресурси. Це 20 значний резерв поповнення бюджету, створення нових робочих місць, поліпшення соціальної бази району.
На території громади діє Роздільнянське лісництво ДП «Одеське лісове господарство».

## Економічний потенціал
Сильні сторони:
- вигідне економіко-географічне положення — вихід до доріг державного значення Е95/М05 (Київ—Одеса), Е58 (Одеса—Кучурган); вузлова станція України Роздільна-Сортувальна, яка входить до складу 116 Одеської залізниці;
- близькість до міжнародних кордонів; на станції Роздільна-Сортувальна формуються потяги на основні напрямки: Молдову, Західну Європу;
- економічний потенціал промисловості громади базується на агропромисловому комплексі;
- наявність не активних виробничих площ «браунфілдів», які облаштовані необхідною інфраструктурою: теплиця, птахоферма, база відпочинку;
- розвинута сфера послуг, торгівлі, громадського харчування, побутового обслуговування, охорони здоров'я, рекреації, освіти, культури;
- інвестиційно-приваблива територія для оздоровчих та рекреаційних потреб;
- наявність вільних земельних ділянок та об'єктів незавершеного будівництва для інвестиційної діяльності;
- позитивна тенденція зростання народжуваності;
- наявність зв'язку (телефонний, мобільний, поштовий, інтернет-зв'язок);
- наявність приватного сектору: господарські товариства, приватні підприємства, виробничі кооперативи, фермерські господарства, ФОП;
- функціонує громадська організація асоціація підприємців Роздільнянського району Одеської області;
- політика місцевої влади направлена на розвиток малого та середнього бізнесу та залучення інвестицій;
- наявність вільних сегментів для ведення бізнесу;
- співпраця із ВНЗ Одеси;
- збільшення кількості фізичних осіб-підприємців;
- функціонування районного Центру надання адміністративних послуг при Роздільнянській районній державній адміністрації (поштова адреса: 67400, Одеська обл. м. Роздільна, вул. Шевченка, 85)

## Російсько-українська війна
Померлі та загиблі військові громади, що брали участь у російсько-українській війні:
- Сергій Іщенко (22.12.1975-20.01.2015);
- Олег Попович (20.12.1971-01.03.2019);
- Олександр Кіліянчук (10.03.1987-25.02.2022)[25];
- Микола Чернявський (21.08.1997-11.03.2022), нагороджений посмертно нагрудним знаком Президента України «За мужність» 3 ступеня[26];
- Сергій Главчев (25.05.1971-18.03.2022);
- Юрій Крикливий (04.05.1982-18.03.2022);
- Микола Котлінський (04.12.1967-10.04.2022);
- Микола Захарченко (07.01.1983-13.05.2022);
- Євген Овсянніков (25.10.1990-24.05.2022);
- Сергій Юрку (13.02.1980-27.05.2022);
- Андрій Дубовець (14.10.1994-29.08.2022);
- Володимир Козовякін (24.04.1976-17.09.2022);
- Андрій Рожкован (09.12.1987-23.09.2022);
- Ігор Скибенюк (14.06.1990-02.10.2022);
- Віктор Скріпнік (08.02.1984-03.10.2022);
- Микола Грицюк (22.05.1971-06.10.2022)[27];
- Віталій Ніколаєв (25.04.1987-23.11.2022);
- Денис Романенко (25.02.1989-29.12.2022);
- Сергій Хмелевський (28.06.1992-05.01.2023), нагороджений посмертно нагрудним знаком Президента України «За мужність» 3 ступеня[28];
- Михайло Фокша (18.07.1987-09.01.2023), нагороджений посмертно нагрудним знаком «Сталевий хрест»[29] та нагрудним знаком Президента України «За мужність» 3 ступеня[30];
- Віталій Єпішко (25.03.1986-17.01.2023)[31], нагороджений посмертно нагрудним знаком Президента України «За мужність» 3 ступеня[32];
- Віктор Вітман (09.12.1964-17.01.2023);
- Олександр Гриценя (28.09.1993-06.02.2023), нагороджений посмертно нагрудним знаком Президента України «За мужність» 3 ступеня[33];
- Сергій Єлегечев (20.07.1976-08.02.2023), нагороджений посмертно нагрудним знаком Президента України «За мужність» 3 ступеня[34];
- Олександр Магац (02.03.1988-17.02.2023);
- Сергій Дмитрієв (10.08.1983-21.02.2023), нагороджений посмертно нагрудним знаком Президента України «За мужність» 3 ступеня[28];
- Сергій Назаров (18.05.1988-24.02.2023);
- Юрій Краснобай (18.08.1985-28.02.2023);
- Владислав Неізвєстних (19.10.1992-03.03.2023), нагороджений посмертно нагрудним знаком Президента України «За мужність» 3 ступеня[28];
- Дмитро Вибойченко (20.05.1992-08.03.2023), нагороджений посмертно нагрудним знаком Президента України «За мужність» 3 ступеня[35];
- Павло Немна (11.11.1963-13.03.2023), нагороджений посмертно нагрудним знаком Президента України «За мужність» 3 ступеня[34];
- Артем Огородніков (03.04.1991-13.03.2023), нагороджений посмертно нагрудним знаком Президента України «За мужність» 3 ступеня[36];
- Володимир Пітоня (28.07.1999-13.04.2023)[37], нагороджений посмертно нагрудним знаком Президента України «За мужність» 3 ступеня[38].
- Олександр Гіжица (09.04.1990-27.04.2023);
- Руслан Спільчак (14.06.1987-03.05.2023);
- Олександр Полевік (22.07.1989-19.05.2023)[39];
- Максим Дівізінюк (20.08.1990-27.05.2023), нагороджений посмертно нагрудним знаком Президента України «За мужність» 3 ступеня[40];
- Станіслав Медведь (01.09.1969-19.07.2023)[41];
- Олександр Пашкалян (23.06.2000-04.08.2023);
- Сергій Шаєвський (09.05.1980-11.08.2023)[42];
- Олександр Перепелиця (01.10.1997-28.08.2023)[43], нагороджений посмертно нагрудним знаком Президента України «За мужність» 3 ступеня[44];
- Юрій Бойко (04.05.1971-02.10.2023)[45];
- Михайло Фомінчук (15.07.1990-10.10.2023)[46];
- Руслан Кокошко (04.07.1977-10.10.2023)[47];
- Юрій Дмитрієнко (08.12.1985-23.10.2023)[48];
- Олексій Федоров (03.07.1978-24.10.2023)[49];
- Дмитро Куліш (29.10.1988-29.10.2023)[50], нагороджений посмертно нагрудним знаком Президента України «За мужність» 3 ступеня[51];
- Максим Цимбалюк (06.08.1984-17.12.2023)[52], нагороджений посмертно нагрудним знаком Президента України «За мужність» 3 ступеня[32];
- Олександр Кушнір (17.03.1998-18.12.2023)[53];
- Вадим Левуш (03.11.1995-17.01.2024)[54], нагороджений нагрудним знаком «Золотий хрест»[55] та нагрудним знаком Президента України «За мужність» 3 ступеня[56];
- Андрій Штьопу (29.11.1992-17.01.2024)[57], нагороджений нагрудним знаком «Золотий хрест»[55];
- Віктор Маслов (24.11.1973-17.01.2024)[58];
- Олександр Пилипенко (26.03.1965-26.01.2024)[59], нагороджений посмертно орденом Данила Галицького[60];
- Роман Печенюк (08.06.1987-25.02.2024)[61], нагороджений посмертно нагрудним знаком Президента України «За мужність» 3 ступеня[33];
- Андраник Оганесян (16.06.1967-25.02.2024)[62];
- Олег Бабшинський (30.09.1973-26.02.2024)[27];
- Андрій Бакірин (29.10.1983-07.03.2024)[63];
- Олександр Шуляр (01.10.1994-08.03.2024)[64];
- Анатолій Міхов (04.08.1976-10.03.2024)[65];
- Владислав Стоянов (20.12.1991-12.03.2024)[66];
- Олексій Григор'єв (15.03.1980-24.03.2024)[67];
- Олександр Козік (08.04.1982-18.04.2024)[68], нагороджений посмертно нагрудним знаком Президента України «За мужність» 3 ступеня[69];
- Євген Лапчевський (14.11.1995-01.06.2024)[70];
- Руслан Андронатій (04.03.1981-09.06.2024)[71];
- Олександр Зеленюк (13.07.1986-19.07.2024)[72];
- Вадим Черній (20.12.2001-06.08.2024)[73], нагороджений нагрудним знаком «Комбатантський хрест» (посмертно),  нагрудним знаком «Честь та пам'ять» посмертно[74], нагрудним знаком Президента України «За мужність» 3 ступеня (посмертно)[75];
- Василь Старінський (13.01.2006-06.08.2024)[76], нагороджений посмертно нагрудним знаком Президента України «За мужність» 3 ступеня[77];
- Дмитро Швець (31.05.1984-16.08.2024)[78];
- Ігор Савера (02.03.1994-29.08.2024)[79];
- Ігор Стоянов (23.10.1995-03.09.2024)[80];
- Сергій Колмак (29.07.1982-30.09.2024)[81] нагороджений посмертно нагрудним знаком Президента України «За мужність» 3 ступеня[82];
- Андрій Садовченко (01.04.1976-30.09.2024)[83];
- Олександр Колесник (28.06.1997-08.10.2024)[84];
- Олексій Третяк (10.04.1997-26.10.2024)[85];
- Віктор Руденко (30.04.1986-26.10.2024)[86];
- Григорій Жезняк (07.02.1991-29.10.2024)[87], нагороджений посмертно нагрудним знаком Президента України «За мужність» 3 ступеня[75];
- Олексій Макаричев (22.08.1983-27.12.2024)[88];
- Сергій Кравченко (06.07.1984-23.01.2025)[89];
- Олександр Кухта (07.11.1985-29.01.2025)[90];
- Максим Коленковський (06.03.1983-20.02.2025)[91];
- Олександр Бєлий (28.07.1991-26.02.2025)[92];
- Олег Латій (04.06.1977-28.05.2025)[93];
- Дем’ян Донець (08.03.1979-02.06.2025)[94];
- Віталій Поточний (16.11.1986-23.06.2025)[95];
- Сергій Печенюк (02.07.1991-08.08.2025)[96].

1 жовтня 2024 року у місті Роздільна відбулося відкриття інтерактивної «Книги пам’яті» — книги, в якій увіковічені імена захисників громади, хто віддав своє життя за рідну землю у цій російсько-українській війні.